# Karpaty Krosno (piłka siatkowa)
KKS Karpaty Krosno – polska drużyna siatkarska z Krosna, będąca sekcją klubu sportowego Karpaty Krosno.

## Kadra
- Pierwszy trener: Jakub Heimroth

| Nr | Imię i nazwisko    | Data ur. | Wzrost | Pozycja      |
| -- | ------------------ | -------- | ------ | ------------ |
| 1  | Hubert Piwowarczyk | 1997     | 205    | środkowy     |
| 2  | Jakub Kosiek       | 1993     | 186    | rozgrywający |
| 4  | Michał Matyśniak   | 1994     | 192    | środkowy     |
| 5  | Bartosz Soja       | 1984     | 196    | atakujący    |
| 6  | Dariusz Jakubek    | 1995     | 195    | przyjmujący  |
| 7  | Bartłomiej Żywno   | 1997     | 188    | atakujący    |
| 8  | Grzegorz Skromro   | 1997     | 202    | środkowy     |
| 10 | Michał Florek      | 1998     | 185    | przyjmujący  |
| 11 | Przemysław Czado   | 1997     | 190    | przyjmujący  |
| 13 | Michał Witkoś      | 1998     | 185    | rozgrywający |
| 15 | Szymon Pałka       | 1994     | 193    | przyjmujący  |
| 16 | Jakub Opoń         | 1993     | 193    | libero       |
| 18 | Kamil Przybycień   | 1993     | 193    | libero       |